# 永淵洋三
永淵 洋三（ながぶち ようぞう、1942年5月4日 - ）は、佐賀県佐賀市出身の元プロ野球選手（外野手、投手）。
現役時代は酒豪として知られ、水島新司の漫画『あぶさん』の主人公・景浦安武のモデルとなった。

## 経歴
佐賀県に生れ、佐賀市立城南中学校から、県内有数の進学校である佐賀県立佐賀高等学校（現・佐賀県立佐賀西高等学校）に進む。1958年、1年生の時に、背番号13の控え選手ながら夏の甲子園に出場。1回戦で篠田勇のいた水戸商に9回逆転サヨナラ負け。その後はエースとして活躍し、1960年に春の九州大会決勝で鹿児島商を破り優勝するが、甲子園には届かなかった。
その後、東芝に入社し、小柄ながら実戦的な投手兼外野手として活躍する。1964年の都市対抗では一番打者、右翼手として起用され、1回戦で愛知マツダから4安打を放つ。1966年の都市対抗は1回戦で全積水クラブから代打本塁打を放ち、打撃面で注目される。準々決勝ではこの大会に優勝した熊谷組を相手に先発。9回途中まで好投するが後続が打ち込まれ、結局は9回逆転サヨナラ負けを喫する。この時のチームメートに二宮忠士がいる。1967年の都市対抗にも日本コロムビアの補強選手として出場。五番打者として活躍し、準々決勝では先発を任せられるが電電東京に敗退。
プロ入りの意志が強く、1965年、西鉄ライオンズの入団テストを受けるが落ちる。2年後の1967年、高校時代の先輩であり、東芝の元監督でもある伊丹安広が早稲田大学の後輩で近鉄バファローズ球団社長の芥田武夫に永淵を紹介。入団テストに合格し近鉄入団が決まった。ドラフト会議では伊丹-芥田ラインに敬意を払ったため形式的に2位で指名されたが、契約金は300万円と3位の小川亨の1000万円より安価な額となった。しかし、東芝当時の月給が3万円に対し飲み屋に30万円（いまの貨幣価値で言うと数百万ぐらい）のツケがあり、返済のアテもなく契約金で返済するしかないと考えていた永淵はこの額を了承し、近鉄と契約を結んだ。
投手として選手登録されたが1968年の開幕戦である4月6日対西鉄戦で代打としてデビュー。稲尾和久相手に三振であった。投手としては翌日の7日の対西鉄戦7回裏に初登板。初対戦となった高木喬など3者凡退に抑える。16日の対東映戦で代打出場。石川緑の投げた初球の内角のストレートを叩き初本塁打を記録。この年、監督の三原脩は永淵に投手、外野手、代打の3役を与えた。試合途中で代打に出て、次の回にマウンドに登り、何人か投げて、外野の守備に回ったり、外野からワンポイントリリーフでマウンドに行き、終わると又外野に戻るというような起用を行った。打者としては66試合に先発出場、規定打席には届かなかったが、打率.274、5本塁打、30打点を記録し新人王候補にもなる。しかし投手としては実力不足を露呈したため6月以降は登板がなかった。
翌年の1969年からは外野手に専念。同年のオールスターゲーム第3戦では、堀内恒夫よりソロホームランを放ち、さらに金田正一、高橋一三からも安打を記録する。右翼手、三番打者ととして127試合に出場し、打率.333を記録。首位打者を張本勲と分け合った。張本のいる東映フライヤーズが10月18日で全日程を終了し、この時点で張本の打率は.333であった一方、永淵は打率が.334と張本を上回っており、残り2試合を欠場すれば単独で首位打者を獲得出来る状況ではあった。しかし、チームが阪急ブレーブスと激しい優勝争いを繰り広げており、残り2試合の直接対決を連勝すれば逆転優勝するチャンスであったため欠場するわけにはいかず、最初の試合はスタメンで出場した。しかし、この試合で近鉄は阪急に敗れ、阪急のリーグ3連覇が決まり、近鉄は優勝を逃した。永淵自身もこの試合は4打数1安打で打率.333となり、この時点で2位だった張本と並んだ。そして最終戦は欠場し、張本と首位打者を分け合った。この時酒好きであったことから当時の新聞などには「酒（主）力打者」と書かれた。
酒の強さは並外れており、元は先述の西鉄入団テスト失敗の後に自棄酒を飲み始めたのがきっかけで、アマチュア時代には月給3万円のところ飲み屋のツケが30万円にまで達し、ドラフトの契約金400万円を手にしてようやく払い終えたほどだった。プロ入り後も毎日試合後に飲みに出かけては、二日酔いで試合に出場することも多く、酒量も20代の頃には一晩に一升をあけるほどであった。先述の1969年のオールスターゲーム第3戦も、前日より徹夜で飲み明かして寝ずに球場入り、しかし練習時間の前に到着したためさらにまた飲み続け、酩酊状態で打ったという。試合中にグラウンドに吐きながら守っていて線審の田川豊に注意されたというエピソードもある。この話には続きがあり、その晩も永淵は飲みに行ったが、トイレで吐いていた中年男を介抱してあげたところその男は田川であった（田川も酒豪として有名）。また打席に入ったときに相手チームの捕手から酒のにおいを指摘されることもあった。
その後も右翼手、三番打者として活躍、1971年、1972年に打率.300を記録した。1972年は強肩を活かし12補殺も記録している。しかし1973年には打撃が低迷、故障欠場も増える。翌1974年には開幕試合で先発を外れ、佐々木恭介など若手外野手の台頭で出番が急減した。1976年、西本幸雄監督の若返り策もあり、阪本敏三・八重沢憲一のトレードで、服部敏和・市橋秀彦と共に、三原が球団社長を勤めていた日本ハムに移る。日本ハムでも、外野手、指名打者として活躍したが、年齢から来る体力の衰えには勝てず、1979年シーズンを最後に現役を引退した。
1980年からは日本ハムの関西地区担当のスカウトとなり、自身のように小柄でもいい選手がいるという方針で活動したが、大型選手に目が行く球団と対立し、ドラフト前の9月に辞職。その翌日に大阪の焼鳥店に見習いとして働き、12月に故郷の佐賀で焼鳥店「あぶさん」を開店。38年間にわたり営業を続け、体力面の衰えを理由に2018年10月に閉店した。
長男の永渕義規は軟式野球を経て、2012年から明治神宮野球場球場長を務めている。

## 詳細情報

### 年度別打撃成績
| 年 度      | 球 団      | 試 合 | 打 席 | 打 数 | 得 点 | 安 打 | 二 塁 打 | 三 塁 打 | 本 塁 打 | 塁 打 | 打 点 | 盗 塁 | 盗 塁 死 | 犠 打 | 犠 飛 | 四 球 | 敬 遠 | 死 球 | 三 振 | 併 殺 打 | 打 率 | 出 塁 率 | 長 打 率 | O P S |
| ---------- | ---------- | ----- | ----- | ----- | ----- | ----- | -------- | -------- | -------- | ----- | ----- | ----- | -------- | ----- | ----- | ----- | ----- | ----- | ----- | -------- | ----- | -------- | -------- | ----- |
| 1968       | 近鉄       | 109   | 299   | 270   | 29    | 74    | 15       | 4        | 5        | 112   | 30    | 11    | 6        | 5     | 2     | 16    | 0     | 6     | 35    | 6        | .274  | .327     | .415     | .741  |
| 1969       | 近鉄       | 127   | 535   | 486   | 80    | 162   | 18       | 8        | 20       | 256   | 74    | 23    | 6        | 5     | 5     | 37    | 6     | 2     | 41    | 3        | .333  | .379     | .527     | .906  |
| 1970       | 近鉄       | 128   | 519   | 461   | 59    | 136   | 29       | 3        | 14       | 213   | 47    | 25    | 9        | 4     | 1     | 48    | 6     | 5     | 40    | 1        | .295  | .367     | .462     | .829  |
| 1971       | 近鉄       | 128   | 532   | 490   | 68    | 147   | 22       | 4        | 13       | 216   | 59    | 24    | 9        | 4     | 4     | 32    | 2     | 2     | 44    | 6        | .300  | .343     | .441     | .784  |
| 1972       | 近鉄       | 128   | 544   | 503   | 72    | 151   | 16       | 0        | 22       | 233   | 57    | 15    | 6        | 4     | 3     | 32    | 0     | 2     | 35    | 3        | .300  | .343     | .463     | .806  |
| 1973       | 近鉄       | 114   | 382   | 355   | 30    | 82    | 8        | 0        | 4        | 102   | 30    | 11    | 5        | 6     | 4     | 16    | 0     | 1     | 28    | 4        | .231  | .263     | .287     | .551  |
| 1974       | 近鉄       | 94    | 185   | 158   | 22    | 39    | 2        | 0        | 7        | 62    | 13    | 12    | 6        | 2     | 0     | 25    | 3     | 0     | 17    | 1        | .247  | .350     | .392     | .742  |
| 1975       | 近鉄       | 29    | 45    | 35    | 3     | 5     | 1        | 0        | 0        | 6     | 5     | 0     | 1        | 1     | 0     | 8     | 1     | 1     | 4     | 0        | .143  | .318     | .171     | .490  |
| 1976       | 日本ハム   | 81    | 266   | 242   | 27    | 63    | 12       | 1        | 5        | 92    | 26    | 5     | 2        | 1     | 1     | 21    | 0     | 1     | 26    | 7        | .260  | .321     | .380     | .701  |
| 1977       | 日本ハム   | 100   | 272   | 243   | 19    | 54    | 7        | 0        | 10       | 91    | 41    | 8     | 2        | 0     | 5     | 21    | 1     | 3     | 22    | 7        | .222  | .287     | .374     | .661  |
| 1978       | 日本ハム   | 86    | 217   | 197   | 16    | 46    | 3        | 0        | 9        | 76    | 24    | 0     | 4        | 0     | 3     | 13    | 1     | 4     | 29    | 6        | .234  | .290     | .386     | .676  |
| 1979       | 日本ハム   | 26    | 26    | 21    | 0     | 3     | 1        | 0        | 0        | 4     | 3     | 0     | 0        | 0     | 0     | 3     | 0     | 2     | 6     | 0        | .143  | .308     | .190     | .498  |
| 通算：12年 | 通算：12年 | 1150  | 3822  | 3461  | 425   | 962   | 134      | 20       | 109      | 1463  | 409   | 134   | 56       | 32    | 28    | 272   | 20    | 29    | 327   | 44       | .278  | .333     | .423     | .756  |

- 各年度の太字はリーグ最高

### 年度別投手成績
| 年 度     | 球 団     | 登 板 | 先 発 | 完 投 | 完 封 | 無 四 球 | 勝 利 | 敗 戦 | セ 丨 ブ | ホ 丨 ル ド | 勝 率 | 打 者 | 投 球 回 | 被 安 打 | 被 本 塁 打 | 与 四 球 | 敬 遠 | 与 死 球 | 奪 三 振 | 暴 投 | ボ 丨 ク | 失 点 | 自 責 点 | 防 御 率 | W H I P |
| --------- | --------- | ----- | ----- | ----- | ----- | -------- | ----- | ----- | -------- | ----------- | ----- | ----- | -------- | -------- | ----------- | -------- | ----- | -------- | -------- | ----- | -------- | ----- | -------- | -------- | ------- |
| 1968      | 近鉄      | 12    | 1     | 0     | 0     | 0        | 0     | 1     | --       | --          | .000  | 81    | 19.1     | 19       | 3           | 5        | 0     | 0        | 9        | 0     | 0        | 6     | 6        | 2.84     | 1.24    |
| 通算：1年 | 通算：1年 | 12    | 1     | 0     | 0     | 0        | 0     | 1     | --       | --          | .000  | 81    | 19.1     | 19       | 3           | 5        | 0     | 0        | 9        | 0     | 0        | 6     | 6        | 2.84     | 1.24    |

### タイトル
- 首位打者：1回（1969年）
- 最多安打：1回（1969年）※当時連盟表彰なし、1994年より表彰

### 表彰
- ベストナイン：1回（1969年）

### 記録
初記録
- 初出場・初打席：1968年4月6日、対西鉄ライオンズ1回戦（平和台球場）、12回表に吉沢岳男の代打として出場、稲尾和久の前に三振
- 初登板：1968年4月7日、対西鉄ライオンズ2回戦（北九州市営小倉球場）、7回裏に4番手で救援登板、1回無失点
- 初安打：1968年4月12日、対阪急ブレーブス1回戦（日本生命球場）、米田哲也から単打
- 初本塁打：1968年4月16日、対東映フライヤーズ1回戦（日本生命球場）、2回裏に佐々木宏一郎の代打として出場、石川緑からソロ
- 初先発出場：1968年5月23日、対南海ホークス7回戦（大阪球場）、6番・中堅で先発出場
- 初先発登板：1968年5月28日、対東京オリオンズ4回戦（日本生命球場）、7番・投手で先発出場、1回0/3を1失点で敗戦投手

節目の記録
- 1000試合出場：1977年7月17日、対阪急ブレーブス後期3回戦（阪急西宮球場）、5番・指名打者で先発出場 ※史上192人目

その他の記録
- オールスターゲーム出場：3回（1969年、1970年、1972年）

### 背番号
- 10（1968年 - 1979年）

## 関連書籍
- 澤宮優『「あぶさん」になった男　酒豪の強打者・永渕洋三伝』角川書店、2014年。ISBN 978-4041014837。[10]